# 小行星4318
小行星4318ť（4318 Baťa）是一颗绕太阳运转的小行星，为主小行星带小行星。该小行星于1980年2月21日发现。

## 轨道参数
小行星4318ť的轨道半长轴为3.2205190 UA，离心率为0.107。